# Міст Ейфеля (Молдова — Румунія)
Міст Ейфеля (рум. Podul Eiffel) — міст через річку Прут і контрольно-пропускний пункт між Молдовою та Румунією. Розташований між містом Унгень (Молдова) і комуною Унгень Ясського жудеца (Румунія).

## Історія

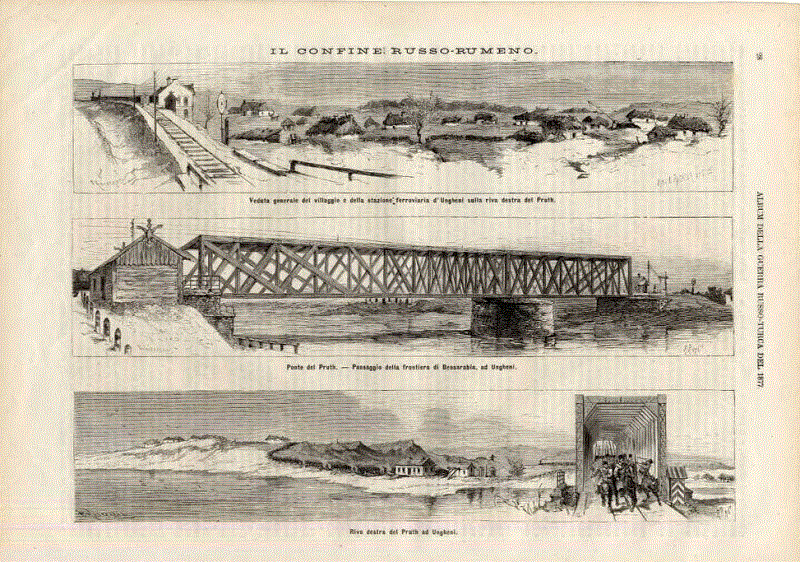
1880

6 (18) травня 1872 а російський дипломат Іван Зінов'єв і міністр закордонних справ Румунії Ґеорґе Костафору підписали угоду про залізничний вузол, яка була ратифікована 9 (21) січня 1873 .
Дорога Ясси — Унгень відкрита 1 серпня 1874. В рамках підготовки до російсько-турецької війни (1877-1878), Російською імперією в 1871 розпочато будівництво залізниці Кишинів — Корнешть — Унгень (будівництво з 1871 по 1875), яка і була відкрита 1 червня 1875. Унгенська митниця також відкрита в 1875. Ділянка залізниці Кишинів — Корнешть відкрита раніше, ще в 1873.
У 1876 після весняного паводку річки Прут залізничний міст, який з'єднує Бессарабію і Румунію був майже знищений. Управління залізниць запросило Гюстава Ейфеля в Росію, щоб перепроектувати і перебудувати міст.
Міст відкритий 9 (21) квітня 1877, всього за три дні до початку російсько-турецької війни. 11 (23) квітня 1877 війська Росії увійшли в Румунію через Унгень і наступного дня оголосили війну Османській імперії.